# Toshiyuki Atokawa
 (août 2021).
Si vous disposez d'ouvrages ou d'articles de référence ou si vous connaissez des sites web de qualité traitant du thème abordé ici, merci de compléter l'article en donnant les références utiles à sa vérifiabilité et en les liant à la section « Notes et références ».
Toshiyuki Atokawa est un boxeur pieds-poings japonais. Il est né le 18 novembre 1968. Il mesure 1,75 m pour 80 kg.

## Biographie
Atokawa s'est fait connaître en participant à plusieurs combats pour le compte de l'organisation K-1, notamment deux finales du K-1 World GP, en 1993 et 1995. Toutefois, ces tournois étant réservés au poids lourds, Atokawa, malgré son courage ne pouvait pas rivaliser face à des champions comme Maurice Smith ou Peter Aerts qui lui rendaient plus de 20 kg.

## Palmarès
Quelques victoires :
- 05/11/93   contre l'américain Rony Delon par décision au 5e round ;
- 03/03/95   contre le sud-coréen Okchon Kim par KO au 1er round ;
- 10/06/95   contre le suisse Markus Junel par KO au 2e round ;
- 16/07/95   contre l'anglais Keith Nathan par décision au 3e round ;